# 加姆角
加姆角（英語：Gam Point），是南極洲的海岬，位於南設得蘭群島的喬治王島北岸，處於福爾斯朗德角東南面4公里，在1960年由英國南極名稱諮詢委員會命名，現時由南極條約體系管理。